# Hail of Bullets
Hail of Bullets byla nizozemská death metalová hudební superskupina z Rotterdamu založená v roce 2006 a složená z osobností jako Dave Ingram, Ed Warby, Theo van Eekelen, Stephan Gebédi, Paul Baayens a Martin van Drunen. Mezi její významná témata patřila druhá světová válka.
Hail of Bullets vydali celkem tři dlouhohrající alba u Metal Blade Records (plus několik dalších nahrávek), debutové studiové album ...of Frost and War vyšlo v roce 2008. V březnu 2017 oznámila kapela konec svého působení.

## Diskografie

### Dema
- Hail of Bullets (2007)

### Studiová alba
- ...of Frost and War (2008)
- On Divine Winds (2010)
- III: The Rommel Chronicles (2013) – o vzestupu a pádu německého polního maršála Erwina Rommela

### EP
- Warsaw Rising (2009) – téma Varšavského povstání

### Split nahrávky
- Imperial Anthems Vol. 11 (2011) – split 7" s nizozemskou kapelou Legion of the Damned